# 古澤洋将
古澤 洋将（ふるさわ ようすけ、1982年 - ）は、日本の技術者、実業家。炎重工代表取締役。無人水上艇（USV）、生体群制御(R)などを開発。水産業の効率化を目指す。

## 人物・経歴
岩手県滝沢市の兼業農家に生まれ育つ。父親の影響もあり、子どもの頃から機械いじりを好む。5、6歳の頃には、エジソンの本を母親に読み聞かせられ、エジソンがいたずら好きで好奇心旺盛であったことを知り、「何でもやっていいんだ」という世界観を持つ。小学生時代からプログラミング電卓やロボコンのテレビ中継に夢中になり、岩手県立盛岡北高等学校時代にはロボコンに出場。テーマは「自動運転の車椅子ロボット」で、パソコンから遠隔操作で動かすものだった。
筑波大学の工学システム学類に進学。ロボット工学に関する基礎を学び、2007年、筑波大学大学院システム情報工学研究科を修了。ロボットスーツなどを扱うサイバーダインに入社。医療用ロボット「HAL」の回路設計や組み込みソフトウェアなどを担当。 ISO 13482、ISO 13485、IEC 60601、IEC 62133等の認証取得、製品上市を経験。2011年の東日本大震災の際に、岩手県山田町にあった漁師の叔父の家が津波で跡形もなく流された現場を見たことをきっかけに、地元で雇用を創出したいとの思いが芽生え、岩手県滝沢市へUターン。屋外向けシステムに特化したロボットベンチャーとして起業。生体群制御が、2015年の総務省異能vationに採択され開発が本格化。このプログラムは「既存の常識にとらわれずに独創的な『変わった事を考え、実行する人（通称「へんな人」）』の「なにもないゼロのところから、イチを生む」人を支援するというもので、2015年には古澤を含め14名が選ばれている。2016年2月、炎重工を設立。当時は船舶ロボットを作る企業は皆無で、ニッチな分野であったが、実際は需要があり着実に実績を重ねた。炎重工は、その後、経済産業省の官民によるスタートアップ支援プログラム「J-Startup」に選定された。
無人水上艇（USV）、生体群制御など最先端の制御技術で、水産業の効率化など一次産業の自動化を目指す。水中生物を誘導する技術である「生体群制御」、船の自律移動を行う「船舶ロボット（無人水上艇）」、水中を監視する「水中カメラ」などの開発を通し、水産業や水辺に関する屋外作業のデジタル化を推進。「食糧生産を自動化して、世界の飢えを解決する」ことをミッションとして、将来的には、水中、水上の2つの技術を組み合わせによる、水産養殖の完全自動化を目指している。
古澤は実家が農家であったため、食料生産の自動化を常に考えてきた。今後の少子高齢化の進行を見据え、さらなる働き手の減少を機械化により生産力を維持でき、また、輸出につなげることで地域経済が活性化され、税収増加と行政サービス向上につながり、人、資金、産業が集まると考えている。

## 技術

### 無人水上艇（USV）
自律移動船舶ロボット「Marine Drone」を独自開発した。炎重工設立の2016年に開発に着手し、2018年に製品化。養殖場の自動給餌、密漁対策などの目的で実用化されている。船外機付き小型ボートと、独自のGPSを使った制御コントローラを組み合わせた船舶ロボットで、自律移動は、独自OSとアルゴリズムによって行われ、入力したコースのみならずランダムに進むこともでき、障害物を感知すれば停止し、長距離の遠隔操作が可能である。水上の移動は船舶ロボットにより自動化し、給餌、監視、警備、検査、管理、海鳥追払いなど移動先の作業を、作業に適したアプリケーションソフトウェアや機器と連動し行い、リモートワークを実現する。搭載したカメラによる監視作業がスタンダードで、給餌のニーズも多い。特にエビの養殖では夜間に給餌できるために、給餌効率の大幅な向上を達成している。その他、海洋ゴミ回収の需要も多い。船のサイズを問わず自律航行できるため、深夜の時間帯や、危険な場所の使用も可能である。災害発生時に数隻を川を渡すように配置し、避難路にする防災構想もある。2017年からは、大阪・関西万博で使用される、3m四方の床（船）が自在に離着岸する自動運転船「海床ロボット」を大手ゼネコンなどと共同研究中である。
この「Marine Drone」は、「CEATEC AWARD 2021」において『スタートアップ＆ユニバーシティ部門 準グランプリ』を受賞した。
2022年4月には、炎重工より小型給餌器を搭載した給餌用ロボットが発売された。全長約1m、重さ約6kgの携行性を重視した小型のモデルで、水中生物への侵襲を0に近づけるためにスクリュー方式ではなく、水上部のプロペラ推進器方式とした。

### 生体群制御
水中生物を制御する技術。水に特殊な電気を流すことで水中生物に「触られた」と錯覚（電気触覚）させ、そのときに起こる逃避行動を利用して、水中生物を任意の場所に集めることができ、非接触、非侵襲で水中生物の誘導制御が可能となり、水揚げの省力化を始め、魚の安定供給が実現される可能性を持つ。水産業では、養殖・水揚げ双方の完全自動化を最終目標とする。陸上養殖に加え、将来は海面での活用も目指している。対象の生体群は魚だけとは限らず、養殖魚を捕食する鳥類や、害獣や昆虫駆逐をも視野に入れている。
2015年の総務省異能vationより、研究費を獲得できたことで開発が本格化。日本国内での知名度を上げた。
同技術について古澤は、生体群制御を用いた海面養殖では、湾内全体を養殖域にすることで、自然増加分だけを、自動水揚げするシステムが構築され、自然環境下で給餌をせずに育った分のみ、必要量だけを水揚げすることで幼魚を収穫せずに環境負荷を抑え、コスト削減が達成できる、と考えている。

### ロボット
過酷な環境にも対応する、内燃機関を用いた産業用ロボットを開発。

## 著書
- 炎重工技報 Vol.1-4(ISSN 2433-1597)